# Buona fede
La buona fede (dal latino bona fides) costituisce un generico dovere che permea l'intera legislazione civilistica italiana, con particolare riferimento all'ambito contrattualistico. In prima approssimazione, essa comporta la convinzione genuina del soggetto di agire in maniera corretta, ossia senza malizia e nel sostanziale rispetto delle regole (anche non scritte) e degli altri soggetti. Suo contrario è la malafede.
Il principio di buona fede è un topos ricorrente nella tradizione giuridica occidentale, secondo il quale i rapporti fra soggetti giuridici non devono essere fondati solo sul timore della sanzione, ma anche sulla correttezza.

## Nel diritto italiano
La dottrina italiana pone una netta distinzione tra due categorie autonome di buona fede: una in senso soggettivo; l'altra in senso oggettivo.

### Buona fede in senso soggettivo
La buona fede soggettiva o in senso soggettivo è l'ignoranza di ledere un altrui interesse giuridicamente tutelato. Essa compare nel codice civile italiano come requisito della regola "possesso vale titolo" (art. 1153 c.c.) e conseguentemente viene definita dal fondamentale art. 1147 c.c. con riferimento al solo possesso, ma tale definizione è pienamente valevole anche per ogni altra circostanza giuridica:
(Articolo 1147 del Codice civile italiano)
La buona fede implica quindi l'assenza della consapevolezza del danno che eventualmente si stia procurando ad altri o del fatto che si stia contravvenendo o aggirando delle norme. Tale articolo, inoltre, fornisce anche alcune basilari nozioni di contorno:
1. generica presunzione di buona fede, salva diversa disposizione normativa;
2. la suddetta presunzione non cade per sopravvenuta conoscenza della lesione del diritto altrui ("mala fides superveniens non nocet");
3. assenza di buona fede nel caso di colpa grave (quindi anche qualora non via sia consapevolezza della lesione del diritto altrui).

### Buona fede in senso oggettivo
La buona fede oggettiva o in senso oggettivo è il dovere di reciproca correttezza nei rapporti tra soggetti giuridici. Essa è richiesta dal legislatore in tutte le fasi fisiologiche dell'atto negoziale:
1. nelle trattative (art. 1337). Esempio di mancanza di buona fede nelle trattative è l'improvvisa e immotivata rottura delle stesse quando la controparte aveva ormai motivo di credere che queste sarebbero giunte al termine. La violazione del dovere di buona fede comporta di regola l'obbligazione di risarcire il danno (c.d. "prenegoziale") causato alla controparte;
2. durante la pendenza della condizione che gravi sul contratto (art. 1358 c.c.);
3. nell'interpretazione del contratto (art.1366);
4. nell'esecuzione del contratto (art. 1375 c.c.).

Ai sensi dell'art. 1324 c.c., inoltre, queste previsioni si applicano anche a tutti i negozi unilaterali a contenuto patrimoniale tra vivi, salva specifica previsione normativa.
La vaghezza che caratterizza tali prescrizioni alla buona fede ha dato ampio spazio al lavoro dottrinale e giurisprudenziale per un loro più concreto inquadramento. Secondo l'opinione maggioritaria, la buona fede oggettiva si sostanzierebbe in due principali doveri: quello alla lealtà e quello alla salvaguardia. Il primo impone ai contraenti il dovere di tutelare il reciproco affidamento, ossia di comportarsi in ciascuna delle fasi della vita del contratto attribuendo alle reciproche dichiarazioni o contegni il loro significato sociale tipico e, conseguentemente, di non indurre o speculare sui fraintendimenti della controparte. Il secondo impone invece ai contraenti uno sforzo - entro la normale esigibilità e non tale da imporre un rilevante sacrificio - volto alla tutela degli interessi che la controparte ha inteso perseguire attraverso il regolamento contrattuale, a prescindere da un'obbligazione giuridica in tal senso: in altre parole esso mira alla conservazione dell'utilità del contratto non solo per sé ma anche per la controparte. Tale ultimo dovere di salvaguardia si distingue dal concetto di diligenza, in quanto quest'ultimo investe la disciplina dell'adempimento dell'obbligazione ed è più forte del primo: esso infatti richiede al debitore un adeguato utilizzo delle proprie energie e dei propri mezzi per procurare al creditore l'esatto adempimento, ovviamente entro la ragionevolezza del sacrificio richiesto (oltre la quale verrebbero ad evidenziarsi gli estremi dell'impossibilità sopravvenuta, con conseguente estinzione dell'obbligazione). Come visto, invece, il principio di salvaguardia attiene ad un generale principio di solidarietà contrattuale fra le parti, a prescindere dalla sussistenza di specifiche obbligazioni che impongano il perseguimento di un certo risultato.

### Buona fede e ordine pubblico
Il principio della tutela della buona fede e dell'affidamento incolpevole deve essere considerato come una delle regole fondamentali, poste dalla Costituzione e dalle leggi a base degli istituti giuridici apprestati dall'ordinamento positivo nel suo perenne adeguarsi all'evoluzione della società, in cui si sostanzia l'ordine pubblico italiano. 
Tuttora è discusso in dottrina se la buona fede operi solamente laddove espressamente richiamata dal Codice civile ovvero si possa rintracciare un generale obbligo per i consociati di comportarsi correttamente, la cui violazione rilevi come responsabilità contrattuale. Per la seconda soluzione, nel nostro ordinamento l'obbligo di buona fede andrebbe a cadere nell'ambito dell'ordine pubblico.
In ogni caso, intesa come clausola generale di comportamento, è indubbio che essa esplica in materia contrattuale il principio di solidarietà enucleato dall'art. 2.2 Cost., il quale, sotto la vigenza dell'attuale Costituzione, non può non permeare l'intero ordinamento italiano.